# Rachid Adghigh
Rachid Adghigh est un footballeur international algérien né le 1er juillet 1961 à Tizi Ouzou. Il évoluait au poste de défenseur central.

## Biographie

### Joueur au JSK
Rachid Adghigh évolue principalement à la JS Kabylie, club où il joue pendant douze saisons. Il remporte notamment avec cette équipe, six titres de champion d'Algérie, deux Coupes d'Algérie, et deux Coupes des clubs champions africains. Il est l'un des plus titrés de la JSK avec douze titres.

### Joueur en équipe nationale d'Algérie
Rachid Adghigh participe à vingt quatre (24) sélections en Équipe d'Algérie entre 1984 et 1990, pour un but inscrit. Il joue son premier match en équipe nationale, le 28 décembre 1984, contre le Ghana (défaite 1-2). Il joue son dernier match, le 5 mars 1990, contre la Côte d'Ivoire (victoire 3-0).
Il participe avec la sélection algérienne à la Coupe d'Afrique des nations 1990 organisée en Algérie. Il joue deux matchs lors de cette compétition. L'Algérie remporta le tournoi en battant le Nigeria en finale.
Il inscrit son seul et unique but en équipe nationale, le 28 juillet 1989, en amical contre le Qatar (match nul 1-1).

## Palmarès
- Champion d'Algérie (6) : en 1982, 1983, 1985, 1986, 1989 et 1990 avec la JS Kabylie.
- Vice-champion d'Algérie en 1981 et 1988 avec la JS Kabylie.
- Vainqueur de la Coupe d'Algérie (2) : en 1986 et 1992 avec la JS Kabylie.
- Finaliste de la Coupe d'Algérie en 1991 avec la JS Kabylie.
- Vainqueur de la Supercoupe d'Algérie (1) : en 1992 avec la JS Kabylie.
- Vainqueur de la Coupe d'Afrique des clubs champions (2) : en 1981 et 1990 avec la JS Kabylie.
- Vainqueur de la Supercoupe d'Afrique (1) : en 1982 avec la JS Kabylie.